# Errouville
Ne doit pas être confondu avec Serrouville.
Errouville est une commune française située dans le département de Meurthe-et-Moselle, en région Grand Est.

## Géographie
Cette commune fut un village-frontière avec l'Allemagne entre 1871 et 1914.
Elle se trouve en Meurthe-et-Moselle entre Serrouville et Crusnes, à 5 km de Villerupt et d'Aumetz (Moselle).
| Bréhain-la-Ville |                            | Crusnes        |
| Fillières        | Errouville                 | Aumetz Moselle |
|                  | Serrouville Audun-le-Roman |                |

### Hydrographie

#### Réseau hydrographique
La commune est dans le bassin versant de la Meuse au sein du bassin Rhin-Meuse. Elle est drainée par la Crusnes,.
La Crusnes, d'une longueur de 32 km, prend sa source dans la commune  et se jette  dans la Chiers à Longuyon, après avoir traversé douze communes. 

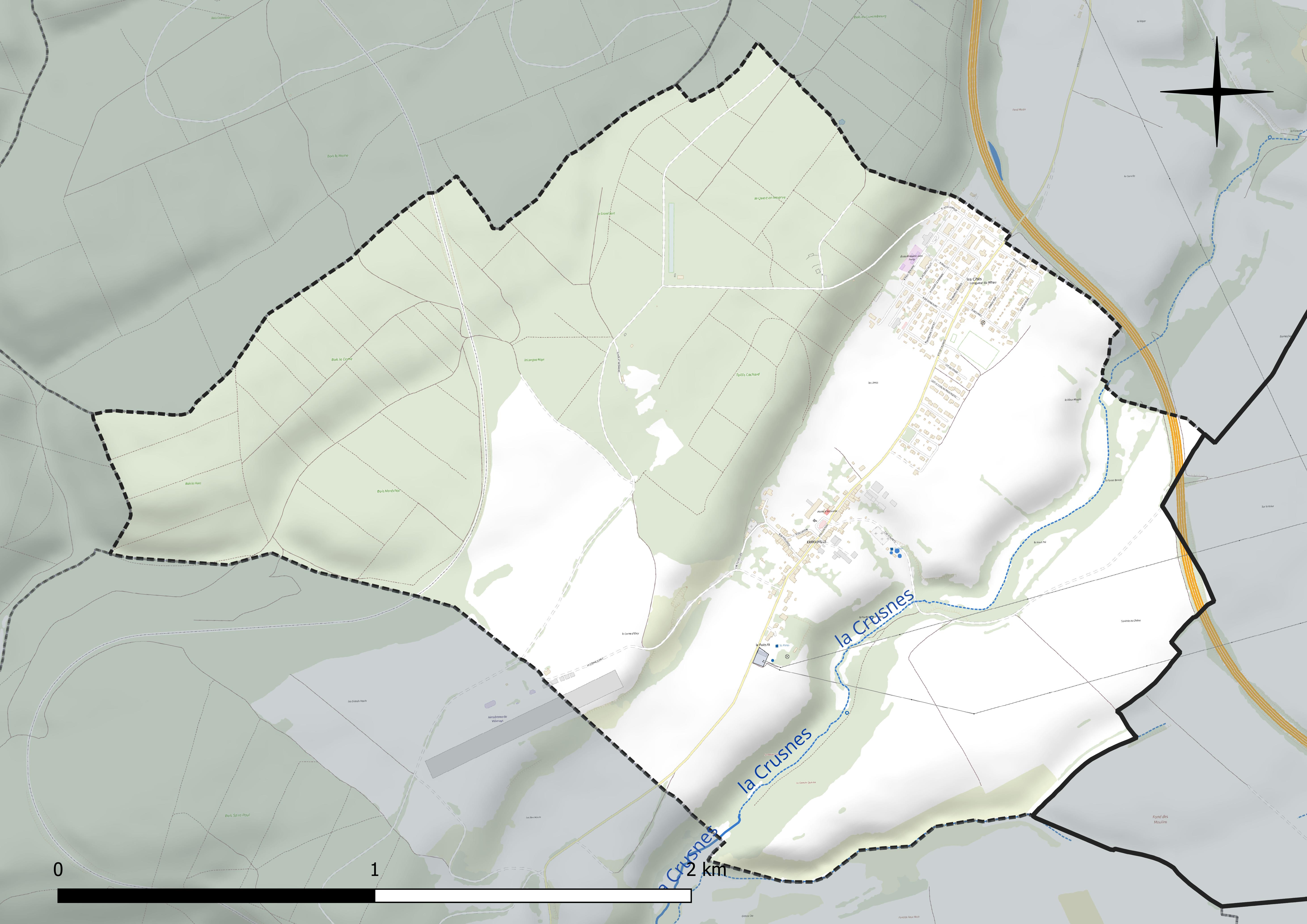
Réseau hydrographique d'Errouville.

#### Gestion et qualité des eaux
Le territoire communal est couvert par le schéma d'aménagement et de gestion des eaux (SAGE) « Bassin ferrifère ». Ce document de planification concerne le périmètre des anciennes galeries des mines de fer, des aquifères et des bassins versants hydrographiques associés qui s’étend sur 2 418 km2. Les bassins versants concernés sont celui de la Chiers en amont de la confluence avec l'Othain, et ses affluents (la Crusnes, la Pienne, l'Othain), celui de l'Orne et ses affluents et celui de la Fensch, le Veymerange, la Kiesel et les parties françaises du bassin versant de l'Alzette et de ses affluents (Kaylbach, ruisseau de Volmerange). Il a été approuvé le 27 mars 2015. La structure porteuse de l'élaboration et de la mise en œuvre est la région Grand Est. 
La qualité des cours d’eau peut être consultée sur un site dédié géré par les agences de l’eau et l’Agence française pour la biodiversité. 

### Climat
Pour des articles plus généraux, voir Climat du Grand Est et Climat de Meurthe-et-Moselle.
En 2010, le climat de la commune est de type climat de montagne, selon une étude du Centre national de la recherche scientifique s'appuyant sur une série de données couvrant la période 1971-2000. En 2020, Météo-France publie une typologie des climats de la France métropolitaine dans laquelle la commune est exposée à un climat semi-continental et est dans la région climatique  Lorraine, plateau de Langres, Morvan, caractérisée par un hiver rude (1,5 °C), des vents modérés et des brouillards fréquents en automne et hiver. 
Pour la période 1971-2000, la température annuelle moyenne est de 9,1 °C, avec une amplitude thermique annuelle de 16,4 °C. Le cumul annuel moyen de précipitations est de 911 mm, avec 13,2 jours de précipitations en janvier et 9,4 jours en juillet. Pour la période 1991-2020, la température moyenne annuelle observée sur la station météorologique de Météo-France la plus proche, « Villette », sur la commune de Villette à 27 km à vol d'oiseau, est de 10,1 °C et le cumul annuel moyen de précipitations est de 909,4 mm. 
La température maximale relevée sur cette station est de 39 °C, atteinte le 25 juillet 2019 ; la température minimale est de −14,8 °C, atteinte le 20 décembre 2009,,. 
Les paramètres climatiques de la commune ont été estimés pour le milieu du siècle (2041-2070) selon différents scénarios d'émission de gaz à effet de serre à partir des nouvelles projections climatiques de référence DRIAS-2020. Ils sont consultables sur un site dédié publié par Météo-France en novembre 2022.

## Urbanisme

### Typologie
Au 1er janvier 2024, Errouville est catégorisée bourg rural, selon la nouvelle grille communale de densité à sept niveaux définie par l'Insee en 2022.
Elle est située hors unité urbaine. Par ailleurs la commune fait partie de l'aire d'attraction de Luxembourg (partie française), dont elle est une commune de la couronne,. Cette aire, qui regroupe 115 communes, est catégorisée dans les aires de 700 000 habitants ou plus (hors Paris),.

### Occupation des sols
L'occupation des sols de la commune, telle qu'elle ressort de la base de données européenne d’occupation biophysique des sols Corine Land Cover (CLC), est marquée par l'importance des forêts et milieux semi-naturels (49,7 % en 2018), une proportion identique à celle de 1990 (49,7 %). La répartition détaillée en 2018 est la suivante : forêts (49,7 %), terres arables (26,4 %), prairies (10,5 %), zones agricoles hétérogènes (8,4 %), zones urbanisées (4,9 %). L'évolution de l’occupation des sols de la commune et de ses infrastructures peut être observée sur les différentes représentations cartographiques du territoire : la carte de Cassini (XVIIIe siècle), la carte d'état-major (1820-1866) et les cartes ou photos aériennes de l'IGN pour la période actuelle (1950 à aujourd'hui).

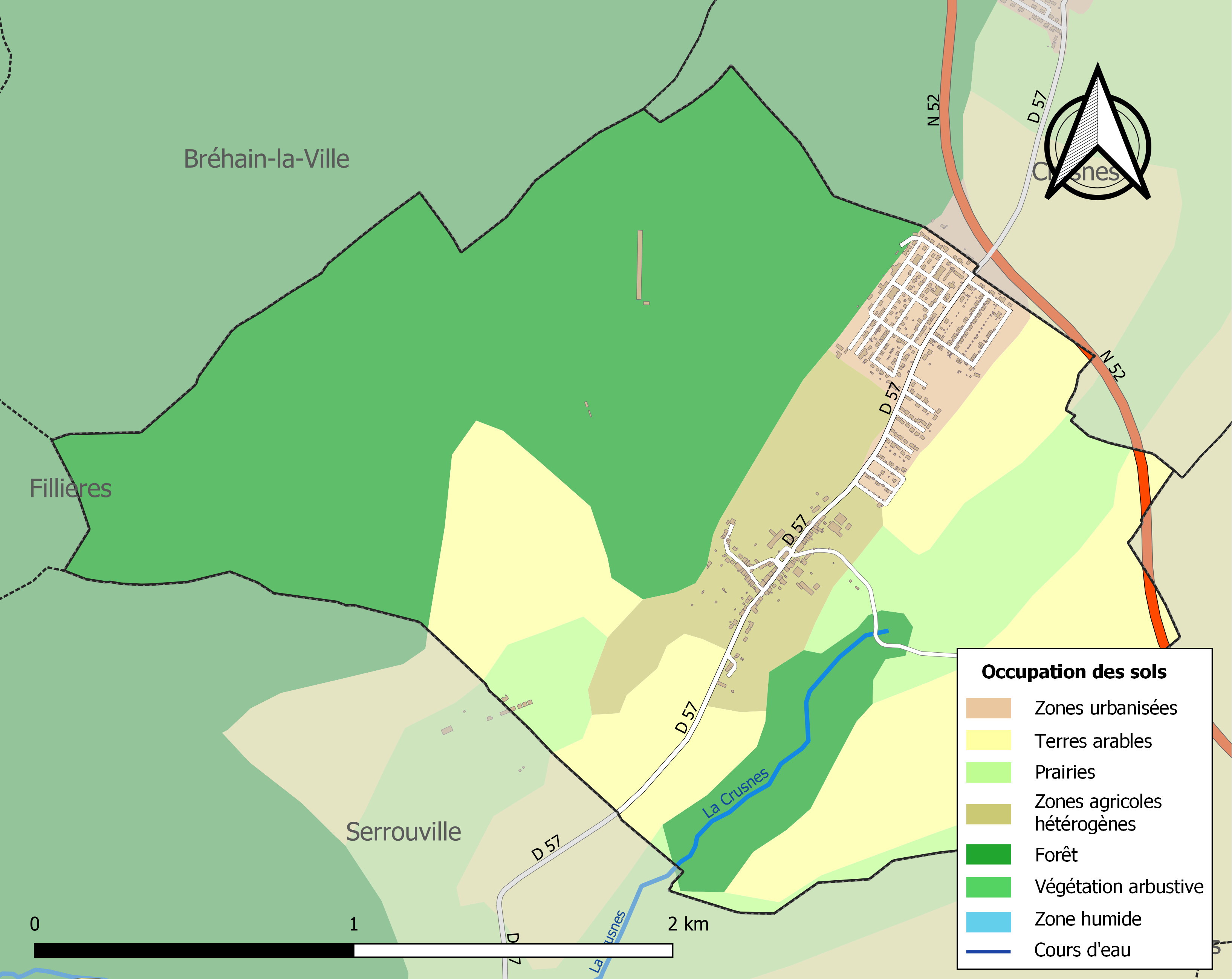
Carte des infrastructures et de l'occupation des sols de la commune en 2018 (CLC).

## Toponymie
- D'un nom de personne germanique Herwin + villa[17].
- Heruvinivilla (960), Hermunivilla (993), Arumvilla (1137), Harrouville (1212 et 1443), Eroville (1594), Arouville (1638), Esrouville (1688)[18].
- Arovelle en lorrain[18]. Arweller en luxembourgeois.

## Histoire
Errouville est un village de l'ancienne province du Barrois.
C'est le siège d'un fief érigé par Louis XIV en 1687, avec justice haute, moyenne et basse.
Cure du diocèse de Trèves, doyenné de Luxembourg, il dépendait de l'abbaye d'Echternach.
Entre 1933 à 1937 un camp militaire est construit à Errouville, prévu pour accueillir les militaires français affectés à la ligne Maginot situé à proximité au nord du village. Mais après la défaite de 1940, le camp est utilisé par les Allemands en tant que prison.
Après la guerre, le village se développe grâce aux mines de fer et la population atteint son maximum dans les années 1970, avant de décliner progressivement.

## Politique et administration
| Période                                  | Période                   | Identité                                    | Étiquette | Qualité      |
| ---------------------------------------- | ------------------------- | ------------------------------------------- | --------- | ------------ |
| Les données manquantes sont à compléter. |                           |                                             |           |              |
| 2001                                     | En cours (au 25 mai 2020) | Roger Faust, Réélu pour le mandat 2020-2026 |           | Ancien cadre |

## Population et société

### Démographie
L'évolution du nombre d'habitants est connue à travers les recensements de la population effectués dans la commune depuis 1793. Pour les communes de moins de 10 000 habitants, une enquête de recensement portant sur toute la population est réalisée tous les cinq ans, les populations de référence des années intermédiaires étant quant à elles estimées par interpolation ou extrapolation. Pour la commune, le premier recensement exhaustif entrant dans le cadre du nouveau dispositif a été réalisé en 2008.

En 2022, la commune comptait 682 habitants, en évolution de −8,21 % par rapport à 2016 (Meurthe-et-Moselle : −0,13 %, France hors Mayotte : +2,11 %).
| 1793 | 1800 | 1806 | 1821 | 1836 | 1841 | 1861 | 1866 | 1872 |
| ---- | ---- | ---- | ---- | ---- | ---- | ---- | ---- | ---- |
| 86   | 208  | 232  | 245  | 317  | 304  | 285  | 302  | 323  |

| 1876 | 1881 | 1886 | 1891 | 1896 | 1901 | 1906 | 1911 | 1921 |
| ---- | ---- | ---- | ---- | ---- | ---- | ---- | ---- | ---- |
| 309  | 284  | 260  | 247  | 207  | 248  | 287  | 263  | 184  |

| 1926 | 1931 | 1936 | 1946 | 1954  | 1962  | 1968  | 1975 | 1982 |
| ---- | ---- | ---- | ---- | ----- | ----- | ----- | ---- | ---- |
| 192  | 181  | 535  | 154  | 1 058 | 1 062 | 1 117 | 934  | 907  |

| 1990 | 1999 | 2006 | 2008 | 2013 | 2018 | 2022 | - | - |
| ---- | ---- | ---- | ---- | ---- | ---- | ---- | - | - |
| 793  | 725  | 773  | 787  | 775  | 706  | 682  | - | - |

## Culture locale et patrimoine

### Lieux et monuments

#### Édifices civils
- Présences gallo-romaine et mérovingienne.
- Ancien château, situé CD 57 construit au XVIIIe ou  XIXe siècle ; détruit pendant la guerre (n'existe plus) ; le colombier présent sur la place du Gué fut construit en même temps que la reconstruction de la ferme située à côté.

#### Édifices religieux

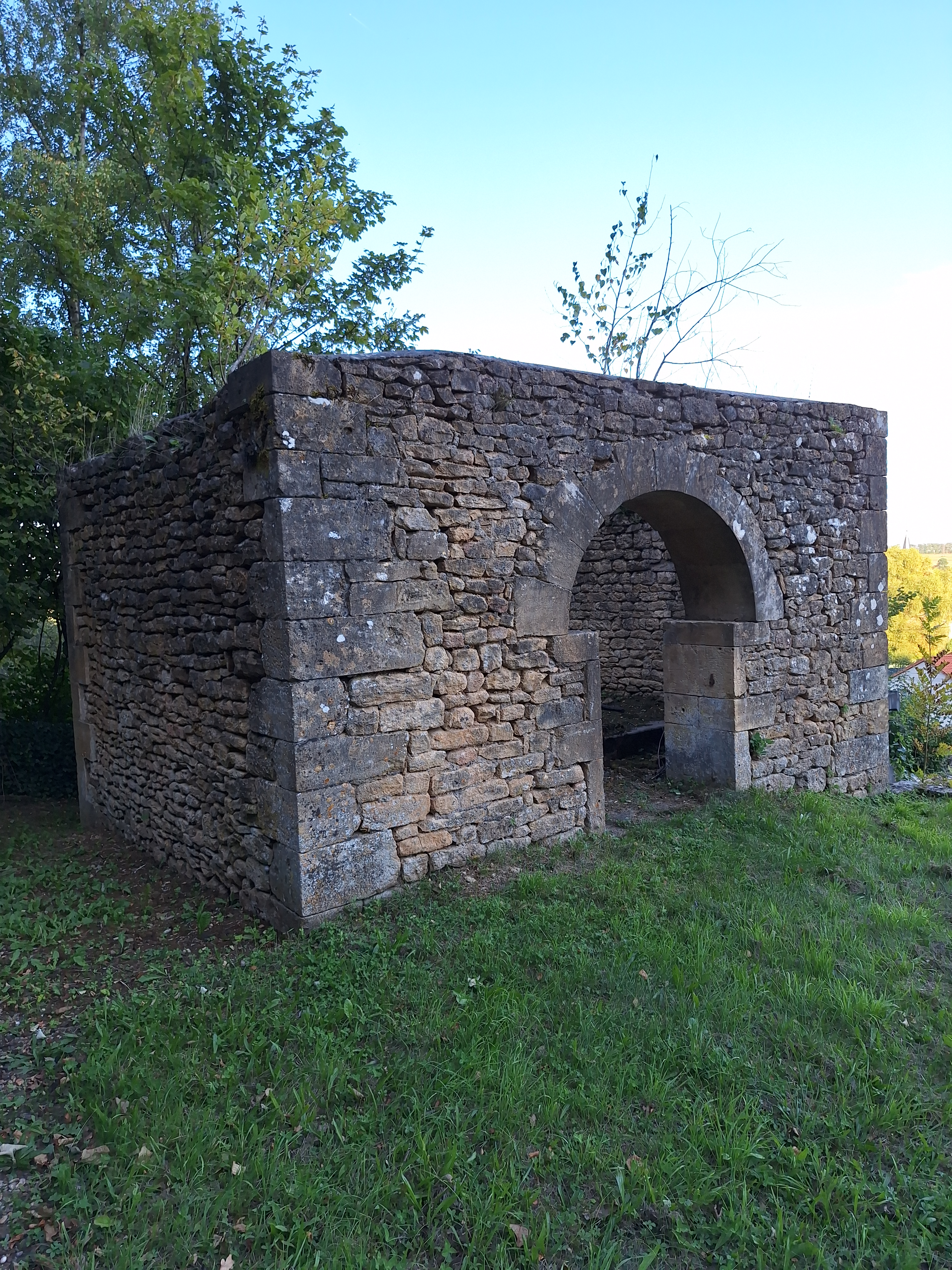
l'ossuaire.

- Église paroissiale Saint-Willibrord reconstruite en 1773, dont la collation appartenait alternativement à l'abbé de Saint-Hubert en Ardenne et à l'abbé d'Echternach, ce que rappelle la pierre de fondation datée 1773 placée dans le soubassement de la façade sud de la nef. Intérieur entièrement restauré en 1964-1965.
- Ancien ossuaire du XVIIIe, dans le cimetière chemin Hallier, édifice objet d'une inscription au titre des monuments historiques  par arrêté du 23 novembre 1987[26].

### Héraldique
| Blason de Errouville | Blason  | De gueules au lion d'or tenant une épée d'argent garnie d'or ; au chef cousu d'azur chargé de deux tours d'or (d'argent), ajourées et maçonnées de sable. |
| Blason de Errouville | Détails | Le statut officiel du blason reste à déterminer. |